# Witold Skomra
Witold Skomra (ur. 27 lutego 1963 w Łańcucie) – polski strażak i wykładowca akademicki, starszy brygadier dr inż., komendant główny Państwowej Straży Pożarnej (2007).

## Życiorys
Ukończył w 1987 Szkołę Główną Służby Pożarniczej, uzyskując tytuł magistra inżyniera pożarnictwa. Odbył następnie studia podyplomowe z inżynierii oprogramowania na Politechnice Rzeszowskiej (1993). Stopień doktora nauk wojskowych uzyskał w 2005 na Akademii Obrony Narodowej; jego dysertacja doktorska dotyczyła funkcjonowania organów administracji publicznej w czasie klęsk żywiołowych. Od sierpnia 2002 zatrudniony był w SGSP jako doradca komendanta, prowadził nadto wykłady z zakresu postępowania administracyjnego. Został również wykładowcą w Katedrze Bezpieczeństwa Wewnętrznego Wyższej Szkoły Informatyki i Zarządzania w Rzeszowie.
Pracę w straży pożarnej rozpoczął w 1987 w komendzie rejonowej w Rzeszowie, później przeszedł do komendy wojewódzkiej w tym mieście. Od 1998 zatrudniony był w Komendzie Głównej Państwowej Straży Pożarnej na stanowisku dyrektora biura operacyjnego. W grudniu 2005 został podkarpackim komendantem wojewódzkim PSP. 12 stycznia 2007 został powołany na stanowisko komendanta głównego Państwowej Straży Pożarnej. Odwołany z funkcji 26 kwietnia tego samego roku.

## Odznaczenia
- Srebrny Krzyż Zasługi (2006)[5]
- Brązowy Krzyż Zasługi (2000)[6]